# ديفيد باركر راي
ديفيد باركر راي (بالإنجليزية: David Parker Ray)‏ هو قاتل متسلسل أمريكي، ولد في 6 نوفمبر 1939 في بيلين في الولايات المتحدة، وتوفي في 28 مايو 2002 في هوبز في الولايات المتحدة بسبب نوبة قلبية.